# Рисенко Сергій Олександрович
Сергій Олександрович Рисенко (нар. 15 березня 1980, Луганськ) — український гірський байкер, учасник Олімпійських ігор 2000, 2004, 2008 і 2012 років.

## Біографія
Спортсмен народився 15 березня 1980 року в місті Луганськ, Ворошиловградська область.
Сергій Рисенко представляв Україну на чотирьох Олімпійських іграх (2000, 2004, 2008, 2012). Також брав участь у малих турнірах, чемпіонаті Європи.
Одружений, має двох дітей: дочку Софію та сина Еліаса.

## Кар'єра
| Рік  | Турнір                                     | Позиція |
| ---- | ------------------------------------------ | ------- |
| 2000 | Літні Олімпійські ігри 2000                | 27      |
| 2002 | Чемпіонат Європи з гірського байкінгу 2002 | 4       |
| 2004 | Літні Олімпійські ігри 2004                | 36      |
| 2005 | Спа-Франкоршам                             | 8       |
| 2006 | Чемпіонат Європи з гірського байкінгу 2006 | 9       |
| 2008 | Чемпіонат Європи з гірського байкінгу 2008 | 4       |
| 2008 | Літні Олімпійські ігри 2008                | 42      |
| 2010 | Чемпіонат Європи з гірського байкінгу 2010 | 40      |
| 2011 | Чемпіонат Європи з гірського байкінгу 2011 | 12      |
| 2012 | Літні Олімпійські ігри 2012                | 31      |
| 2012 | Чемпіонат Європи з гірського байкінгу 2012 | 13      |
| 2014 | Чемпіонат Європи з гірського байкінгу 2014 | 9       |
| 2016 | Чемпіонат Європи з гірського байкінгу 2016 | 50      |